# Lizika Jančar
Lizika Jančar (nom de guerre : Majda; née le 27 octobre 1919 à Maribor; morte le 20 mars 1943  à Belo, Medvode (en)) était une partisane yougoslave slovène.

## Biographie
Lors de la Seconde Guerre mondiale, Lizika Jančar travailla comme opératrice radio pour le compte de la branche slovène des Partisans, pour assurer leurs communications avec l'URSS. Elle fut fusillée par la Milice volontaire anti-communiste le 20 mars 1943.

## Postérité
Le 27 novembre 1953, elle fut décorée de l'Ordre du Héros national.
Une auberge de jeunesse de Maribor porte son nom, ainsi qu'une rue.